# Matthew Goss
Matthew Harley Goss (Launceston, 5 de noviembre de 1986) es un deportista australiano que compitió en ciclismo en las modalidades de ruta y pista.
En carretera sus mayores éxitos fueron la victoria en dos etapas del Giro de Italia (en los años 2010 y 2012) y la victoria en la Milán-San Remo de 2011. Además, obtuvo una medalla de plata en el Campeonato Mundial de Ciclismo en Ruta de 2011, en la carrera de ruta.
Ganó dos medallas en el Campeonato Mundial de Ciclismo en Pista, oro en 2006 y bronce en 2005, ambas en la prueba de persecución por equipos.

## Biografía
Comenzó muy joven a ganar pruebas, venciendo en los campeonatos nacionales sub-23 de su país. Ya como profesional, ganó una etapa de la Vuelta a Gran Bretaña de 2007. En 2008 volvió a competir en la Vuelta a Bretaña, donde volvió a conseguir una etapa y el maillot verde de los puntos. Una de sus grandes victorias fue la que consiguió en el Giro de Italia 2010, al imponerse al esprint en la novena etapa.
Pero la mejor temporada estaba al llegar; fue en 2011, año en el que consiguió su victoria más importante hasta la fecha, la Milán-San Remo 2011, en la que aguantó en un grupo de ocho, jugándose la victoria con gente como Fabian Cancellara o Philippe Gilbert, segundo y tercero a la postre.

## Medallero internacional

### Ciclismo en ruta
| Campeonato Mundial | Campeonato Mundial     | Campeonato Mundial | Campeonato Mundial |
| Año                | Lugar                  | Medalla            | Competición        |
| ------------------ | ---------------------- | ------------------ | ------------------ |
| 2011               | Copenhague (Dinamarca) | Medalla de plata   | Ruta               |

### Ciclismo en pista
| Campeonato Mundial | Campeonato Mundial           | Campeonato Mundial | Campeonato Mundial      |
| Año                | Lugar                        | Medalla            | Competición             |
| ------------------ | ---------------------------- | ------------------ | ----------------------- |
| 2005               | Los Ángeles (Estados Unidos) | Medalla de bronce  | Persecución por equipos |
| 2006               | Burdeos (Francia)            | Medalla de oro     | Persecución por equipos |

## Palmarés
| 2005 - 1 etapa del Tour de Japón 2006 - Gran Premio della Liberazione - 1 etapa del Giro de las Regiones - 1 etapa del Tour de Thüringe - 2 etapas de la Vuelta a Navarra - 1 etapa del Baby Giro 2007 - 1 etapa de la Vuelta a Gran Bretaña 2008 - 1 etapa de la Vuelta a Gran Bretaña - 2 etapas del Herald Sun Tour 2009 - 2 etapas del Tour de Valonia - París-Bruselas 2010 - 1 etapa del Giro de Italia - Philadelphia International - 1 etapa de la Vuelta a Dinamarca - Gran Premio de Plouay | 2011 - 1 etapa del Tour Down Under - 2.º en el Campeonato de Australia en Ruta - 1 etapa del Tour de Omán - 1 etapa de la París-Niza - Milán-San Remo - 1 etapa del Tour de California - 2.º en el Campeonato Mundial en Ruta 2012 - 1 etapa del Giro de Italia 2013 - 1 etapa de la Tirreno-Adriático |

## Resultados en Grandes Vueltas y Campeonatos del Mundo
Durante su carrera deportiva consiguió los siguientes puestos en las Grandes Vueltas y en los Campeonatos del Mundo en carretera:
| Carrera         | Carrera         | 2006 | 2007 | 2008 | 2009  | 2010  | 2011  | 2012  | 2013  | 2014 | 2015 | 2016 |
| --------------- | --------------- | ---- | ---- | ---- | ----- | ----- | ----- | ----- | ----- | ---- | ---- | ---- |
|                 | Giro de Italia  | —    | —    | —    | 131.º | Ab.   | —     | Ab.   | Ab.   | —    | —    | —    |
|                 | Tour de Francia | —    | —    | —    | —     | —     | 142.º | 120.º | 152.º | —    | —    | —    |
|                 | Vuelta a España | —    | —    | —    | —     | 138.º | Ab.   | —     | —     | —    | —    | —    |
| Mundial en Ruta | Mundial en Ruta | —    | —    | Ab.  | —     | Ab.   | 2.º   | —     | —     | —    | —    | —    |

—: no participa

Ab.: abandono

## Equipos
- SouthAustralia.com-AIS (2006)
- Team CSC/Team Saxo Bank (2007-2009)
  - Team CSC (2007-2008) (hasta junio)
  - Team CSC-Saxo Bank (2008)
  - Team Saxo Bank (2009)
- HTC (2010-2011)
  - Team HTC-Columbia (2010)
  - HTC-Highroad (2011)
- Orica-GreenEDGE (2012-2014)
- MTN Qhubeka (2015)
- One Pro Cycling (2016)